# Miyuki Izumi
Miyuki Izumi (jap. 泉 美幸, Izumi Miyuki; * 31. Mai 1975 in Tokio) ist eine ehemalige japanische Fußballspielerin.

## Karriere

### Verein
Sie begann ihre Karriere bei Tokyo Shidax LSC, wo sie von 1989 bis 1995 spielte. 1996 folgte dann der Wechsel zu Suzuyo Shimizu FC Lovely Ladies. In der Saison 1998 wurde sie mit 21 Toren Torschützenkönig der Nihon Joshi Soccer League. 1999 folgte dann der Wechsel zu Nippon TV Beleza. 2006 beendete sie Spielerkarriere.

### Nationalmannschaft
Im Jahr 1996 debütierte Izumi für die japanische Nationalmannschaft. Sie wurde in den Kader der Olympischen Sommerspiele 1996 berufen. Insgesamt bestritt sie fünf Länderspiele für Japan.

## Errungene Titel

### Mit Vereinen
- Nihon Joshi Soccer League: 2000, 2001, 2002, 2005, 2006

### Persönliche Auszeichnungen
- Nihon Joshi Soccer League Torschützenkönig: 1998
- Nihon Joshi Soccer League Best XI: 1998, 1999